# Alejandro Ciccarelli
Alejandro Ciccarelli Manzoni (* 25. Januar 1811 in Neapel; † 5. Mai 1879 in Santiago de Chile) war ein italienisch-chilenischer Maler.
Ciccarelli studierte zunächst am Instituto de Bellas Artes in Neapel, später in Rom unter dem Einfluss des Klassizisten Vincenzo Camuccini. 1843 lernte er den brasilianischen Kaiser Dom Pedro II. kennen, der ihn als Hofmaler und Lehrer der Kaiserin Doña María Teresa de Borbón einstellte.
Er wurde zu einem der führenden Künstler Brasiliens und durch seine Reform der Kunstakademie von Rio de Janeiro über die Grenzen des Landes hinaus bekannt. Auf Einladung des chilenischen Konsuls Carlos Hochkolf gründete er 1849 die Academia de Pintura y Escultura in Santiago, die er bis 1869 leitete. Sein Nachfolger wurde Ernst Kirchbach. Zu seinen Schülern zählten Nicolás Guzmán, Antonio Smith, Manuel Antonio Caro, Pascual Ortega Portales, Miguel Campos, Pedro Lira Rencoret, Cosme San Martín, Onofre Jarpa Labra, Manuel Tapia und Agustina Gutiérrez Salazar.
1848 wurde Ciccarelli zum Honorarprofessor des Real Instituto de Bellas Artes in Italien berufen. Im Folgejahr zeichnete ihn Pedro II. für seinen künstlerischen Beitrag zur Kunstausstellung von Rio de Janeiro als Ritter des Ordem Imperial de Cristo aus. Ab 1853 war Ciccarelli chilenischer Staatsbürger. Zwei seiner bekanntesten Ölgemälde (El Árbol Seco und Filoctetes Abandonado) befinden sich im Besitz des chilenischen Museo Nacional de Bellas Artes, Santiago de Chile, drei weitere im Museu Nacional de Belas Artes, Rio de Janeiro.

## Galerie

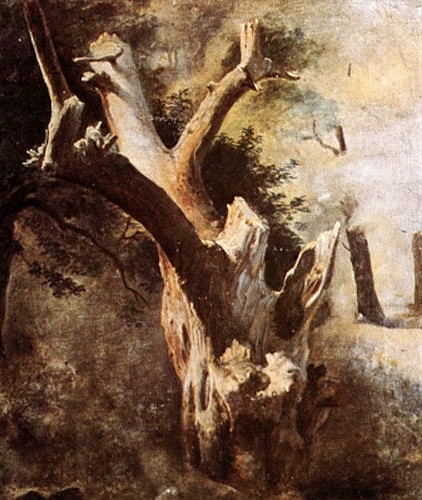
El Árbol Seco, o. J., Öl auf Leinwand, 39 × 36 cm, Museo Nacional de Bellas Artes, Santiago de Chile
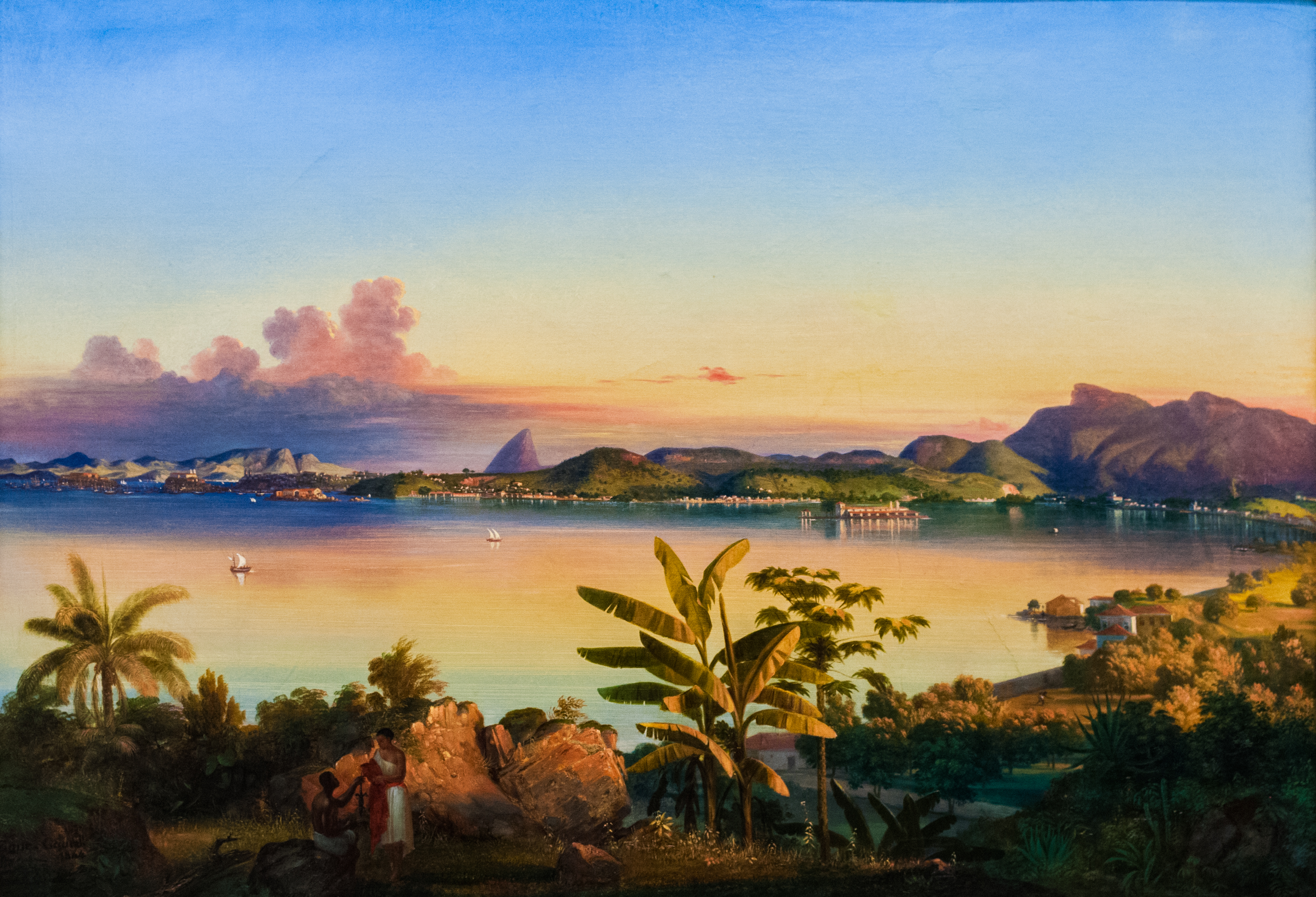
Rio de Janeiro, 1844, Öl auf Leinwand, 82,3 × 117,5 cm, Pinacoteca do Estado de São Paulo
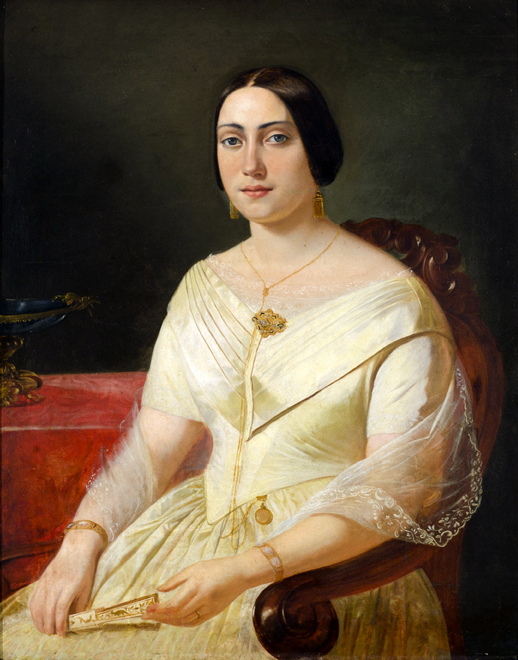
Retrato da Condessa de Aljezur, 1848, Öl auf Leinwand, 91 × 73 cm, Museu Nacional de Belas Artes, Rio de Janeiro